# Heinäjärvi (sjö i Karleby, Mellersta Österbotten, Finland)
Heinäjärvi och Syväjärvi eller Ruohojärvet är sjöar i Finland. De ligger i kommunen Karleby i landskapet Mellersta Österbotten, i den centrala delen av landet, 400 km norr om huvudstaden Helsingfors. Heinäjärvi ligger 83 meter över havet. I omgivningarna runt Heinäjärvi växer i huvudsak blandskog. Arean är 3,6 hektar och strandlinjen är 0,82 kilometer lång. Sjön  ingår i Perho å huvudavrinningsområde. 